# Ibn al-Rawandi
Abu al-Hasan Ahmad ibn Yahya ibn Ishaq al-Rawandi (827 - 911) (en persa: ابو الحسن احمد بن یحیی بن اسحاق راوندی‎, en árabe: أبو الحسن أحمد بن يحيى بن إسحاق الراوندي‎), conocido como Ibn al-Rawandi, era un escéptico persa, crítico del Islam y de la religión en general.
Se unió a la escuela teológica Mu'tazili para renunciar a ella, unirse al chiismo, y posteriormente criticar las escuelas y hacerse librepensador. Ninguna de sus obras le ha sobrevivido, los únicos rastros de ellas se encuentran en los libros que le condenan o en los de sus seguidores. Su obra más conocida es el Kitab al-Zummurrud (Libro de la Esmeralda), muchas de cuyas citas se pueden encontrar en el Kitab al-Intṣiār escrito y publicado en 882 por el ismailita al-Jayat, que se dedicó a refutar sus opiniones. Ibn al-Rawandi tuvo muchos opositores entre los musulmanes, incluidos los mutazilíes, y entre los dignatarios de otras religiones. Al ser un hereje cuyos escritos originales se perdieron, existen distintas interpretaciones de su pensamiento. Algunos lo consideran un chiita hereje, un mutazilí vuelto loco, un aristotélico o un ateo radical. Por lo tanto, según fuentes iraquíes (y mutazilíes), era un verdadero hereje, según fuentes iraníes (chiitas), ni siquiera era un filósofo a tener en cuenta.

## Biografía
La fecha de nacimiento, de la muerte y su ciudad natal están discutidos: nacido en 820 u 830, fallecido en 864 o 910, originario de Isfahán o Jorasán. Puede ser que Abū al-Husayn Aḥmad ibn Yaḥyâ ibn Isḥâq al-Rawandī naciera en Merv, en el Gran Jorasán, actualmente ubicada en el noroeste de Afganistán, en el año 815. De acuerdo con el egipcio Abd al-Rahman Badawi, Ibn al-Rawandi nació en Basora, bajo el califa al-Ma'mun. Su padre, Yahya, era un erudito judío convertido al islam, que ayudó a los estudiosos musulmanes a refutar el Talmud. Al-Rawandi se unió a la escuela mu'tazili donde se convirtió en un miembro importante. Después se alejó, acercándose a los chiitas, judíos, maniqueos  y tal vez a los cristianos. Abandonó el islam a favor del ateísmo, se convirtió en un discípulo de Ibn al-Warraq y criticó las religiones reveladas, utilizando sus conocimientos para refutar el Corán. Al-Rawandi es vilipendiado por los musulmanes por esta polémica contra todas las religiones.
Huyó de Bagdad para escapar de la persecución del califa al-Mutawakkil y murió en 860 o 912, según fuentes.

## Filosofía
Ibn al-Rawandi era un amigo y estudiante de Abu-Issa al-Warraq, "zindiq" (ateo) y maniqueo. Fueron cautivados juntos por la escuela mu'tazili, que rechazaba la creencia en la predestinación y afirmaba que el libre albedrío y la razón humana eran indispensables antes que la creencia en el designio de Dios. La escuela mu'tazili también interpreta cualquier texto sagrado aunque su significado literal sea opuesto a su doctrina racionalista. Ibn al-Rawandi habría sido seducido por Aristóteles, negando la creación del mundo ex nihilo y la inmortalidad del alma.
Compuso un libro contra sus antiguos compañeros, Fadîḥat al-Muʿtazila (ignominia de mutazilíes) en respuesta al libro apologético Fadīlat al Muʿtazila (El honor de los mutazilíes). La doctrina mu'tazili estaba protegida por la autoridad y adoptada como enseñanza oficial durante el reinado del califa abasida al-Mamun, amante de las artes y las ciencias, y promotor de la traducción de textos griegos antiguos. A lo largo de este período y del de al-Mutasim, hermano y sucesor de al-Mamun, Ibn al-Rawandi fue un miembro prominente de la escuela mu'tazili en Bagdad. Cuando escribió su libro, el entonces califa al-Mutawakkil falló a favor de la ortodoxia sunita pasando a perseguir el mutazilismo en 851-852. Ibn al-Rawandi se alejó de los chiitas y se aproximó a los maniqueos, judíos y quizás también cristianos, pero lo que más destaca de él es su ateísmo. En el ambiente tolerante de la Edad Media, su posición provocaba escándalo, los teólogos no lo admitían, pero el poder civil no intervenía más que en el caso de que le conviniera por cuestiones políticas, así que al-Rawandi no corría peligro. 
Según el poeta escéptico al-Maʿarrī, Ibn al-Rawandi se dirigía así a Dios:

Le das al hombre los medios para vivir como un viejo tacaño. Un hombre que hiciera ese trato, sin duda diría: nos has engañado.

El enfrentamiento con los doctores de la Ley divertía al pueblo llano, y hasta mediados del siglo XIX se contaban historias del filósofo loco que discutía con Alá,

## Kitāb al-Zummurrud/Libro de la Esmeralda
El trabajo que pasa a la posteridad, el Kitab al-Zummurrud, critica las profecías en general y la autoridad del Corán en particular. El libro se llama así debido a la creencia popular de que la esmeralda ciega a las serpientes. Ibn al-Rawandi juzga que el Corán está lleno de contradicciones:

Lejos de ser inimitable, es una obra literaria de calidad inferior, ya que no es claro ni comprensible, no tiene valor práctico y no es ciertamente un libro revelado.

Siguiendo a su maestro al-Warraq, critica sistemáticamente ritos que considera irracionales, incluida la alquibla (dirección hacia La Meca) para la oración, el hajj (peregrinación religiosa) y su ceremonial, la Kaaba y los tabúes alimentarios. También pone en duda los milagros atribuidos a Mahoma, a menudo sobre la base de un solo testigo.

Es claro para nosotros [los brahmanes] como para nuestros adversarios, que la razón es el regalo más precioso que Dios ha legado a la criatura y es el instrumento mediante el cual el hombre conoce a su Señor y sus beneficios y valida los mandamientos y prohibiciones, atracciones y amenazas. (...) Si el profeta viene a confirmar lo que la razón conoce como bueno o malo, legal o ilegal, entonces consideramos que su misión como nula y sus pruebas innecesarias, ya que la razón es suficiente para el saber. Si su misión contradice las conclusiones de la razón, entonces rechazamos al profeta. (...) Lo que es inaceptable en la profecía es que te obliga a seguir a un ser humano en todo similar a ti, que tiene como tú alma y razón, que come lo que comes y bebe lo que bebes. (...) Que hace de ti un objeto para usar a su discreción, un animal a sus órdenes o un esclavo a su servicio. ¿Qué es [el Profeta] más que tú, qué méritos tiene sobre ti y cuál es, finalmente, la prueba de la veracidad de su mensaje?

A continuación rechazará cualquier autoridad de las escrituras o de una religión revelada en sus libros K al-Damigh (Contra el Corán) y Abath al-Hikma (Futilidad del conocimiento divino).

## Obras
- El libro de la Esmeralda,
- El libro de la Corona,
- El libro del Rompedor de cabezas,
- Contra el Corán,
- Futilidad del conocimiento divino,
- Ignominia de mutazilíes.